# Sterling (Géorgie)
Pour les articles homonymes, voir Sterling.
Sterling est une census-designated place située dans le comté de Glynn, dans l’État de Géorgie, aux États-Unis. Lors du recensement de 2020, elle comptait 2 534 habitants.